# ستيف وارد (لاعب هوكي جليد)
ستيف وارد هو لاعب هوكي الجليد كندي، ولد في 13 فبراير 1986 في سكاربورو، تورنتو في كندا.

## وصلات خارجية
- ستيف وارد على موقع دوري الهوكي الوطني (الإنجليزية)
- ستيف وارد على موقع EliteProspects.com (الإنجليزية)
- ستيف وارد على موقع HockeyDB.com (الإنجليزية)